# Marrubium incanum
Marrubium incanum là một loài thực vật có hoa trong họ Hoa môi. Loài này được Desr. mô tả khoa học đầu tiên năm 1789.

## Hình ảnh

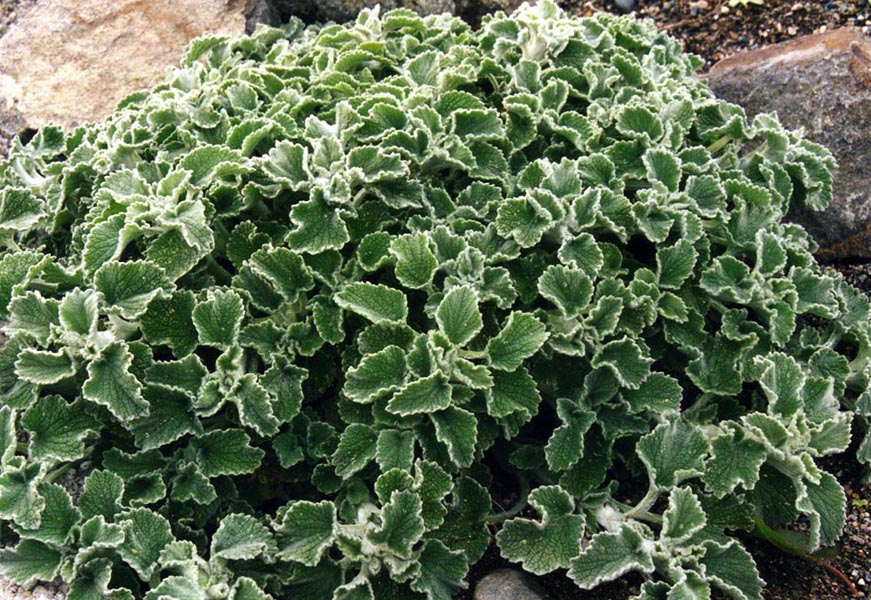